# Lauzon (Alpes-de-Haute-Provence)
Pour les articles homonymes, voir Lauzon.
Le Lauzon est une rivière du sud-est de la France qui traverse le département des Alpes-de-Haute-Provence, en région Provence-Alpes-Côte d'Azur. C'est un affluent de la Durance.

## Étymologie
Le terme de Lauzon vient du latin alsonicus, qui désigne un cours d’eau. Le nom devient Elsamo, Elsimo au XIe siècle

## Géographie
La longueur de son cours d'eau est de 25,2 km.

### Hydrographie
Le Lauzon prend sa source au pied de la montagne de Lure sur la commune de Montlaux[réf. nécessaire] puis se jette entre La Brillanne et Villeneuve dans la Durance.

### Communes traversées ou longées
D'amont en aval (les communes que le Lauzon longe sans y pénétrer sont données en italique) :
- Montlaux, Sigonce, Lurs, Pierrerue, Niozelles, La Brillanne, Villeneuve

Le Sandre donne en outre comme communes traversées par le Lauzon : Saint-Étienne-les-Orgues, Cruis, Oraison, mais les cartes qu'il publie, ainsi que la carte IGN au 1/100 000e no 61, ne font apparaître aucune traversée ni aucun contact de la rivière avec ces communes.